# Ludo Peeters
Ludo Peeters (Hoogstraten, 9 agosto 1953) è un ex ciclista su strada e pistard belga.
Professionista dal 1974 al 1990, conta in palmarès due Parigi-Tours, due Parigi-Bruxelles e tre vittorie di tappa al Tour de France.

## Carriera
Negli anni Settanta e Ottanta Peeters era uno dei più regolari e completi corridori belgi oltre che un valido uomo-squadra.
Nella sua lunga carriera, diciannove stagioni complete, Peeters ha vinto più di ottanta corse, compresi circuiti e kermesse. Tra i successi più prestigiosi spiccano la Parigi-Bruxelles nel 1977 e 1979, la Parigi-Tours nel 1983 e 1985, anno in cui ha vinto anche il Campionato di Zurigo, e il Gran Premio di Francoforte nel 1982 e 1983. Conta anche tre podi (più un quarto podio "morale") nelle classiche monumento: secondo al Giro delle Fiandre nel 1983 battuto da Jan Raas, terzo al Giro di Lombardia del 1980 e secondo nel 1984. Arrivò inoltre quarto nella Liegi-Bastogne-Liegi del 1981, vinta dal belga Johan van der Velde, poi squalificato per doping e per questo andata allo svizzero Josef Fuchs. Non può essere contato come podio in una classica-monumento perché il primo e il secondo posto furono assegnati ma non il terzo.
Peeters ha preso parte a dieci edizioni del Tour de France raggiungendo l'ottavo posto in classifica generale nel 1980 e nello stesso anno anche la classifica combinata. Conta tre vittorie di tappa ed ha vestito un giorno la maglia gialla nel 1982 e uno in quello del 1984. Non ha mai partecipato al Giro d'Italia.

## Palmarès
- 1974

10ª tappa Tour de Pologne
- 1976

Omloop van de Vlaamse Scheldeboorden
Omloop der Zennevallei
Flèche Hesbignonne-Cras Avernas
Prix de St Amands
Grote Prijs Paul Borremans-Viane
- 1977

4ª tappa Ronde van Nederland
Prologo Grand Prix du Midi Libre
Prologo Tour de l'Aude
Paris-Brussel
1ª tappa Tour de l'Aude
Polders-Campine
- 1978

Classifica generale Tour de Luxembourg
Schaal Sels
Circuit du Brabant central
- 1979

Paris-Brussel
Druivenkoers
Omloop van Wallonië
- 1980

4ª tappa Tour de Belgique
Grote Scheldeprijs
9ª tappa Tour de Suisse
14ª tappa Tour de France
Omloop Leiedal-Bavikhove
- 1981

Omloop van de Westkust-De Panne
7ª tappa Volta Ciclista a Catalunya
2ª tappa Tour de Romandie
Omloop Leiedal-Bavikhove
- 1982

4ª tappa Volta Ciclista a Catalunya
7ª tappa Volta Ciclista a Catalunya
Rund um den Finanzplatz Eschborn-Frankfurt
1ª tappa Tour de France
- 1983

Grote Prijs Raymond Impanis
Omloop der Vlaamse Ardennen-Ichtegem
2ª tappa Étoile de Bessèges
2ª tappa Volta Ciclista a Catalunya
4ª tappa Volta Ciclista a Catalunya
Rund um den Finanzplatz Eschborn-Frankfurt
4ª tappa Setmana Catalana
Paris-Tours
- 1984

Grote Scheldeprijs
- 1985

1ª tappa Tour de Belgique
Classifica generale Tour de Belgique
Meisterschaft von Zürich
2ª tappa Tour de l'Aude
Paris-Tours
- 1986

1ª tappa Tour de France
Grote Prijs Lambrechts
- 1987

Kuurne-Bruxelles-Kuurne

### Altri successi
- 1974

Petegem-aan-de-Leie (Kermesse)
- 1975

Eine (Criterium)
Kampioenschap van West-Vlaanderen (Kermesse)
Strijpen (Criterium)
Wingene (Criterium)
- 1976

Duffel (Kermesse)
Bazel-Waas (Kermesse)
Zwijnaarde (Criterium)
Prix de Saint Tropez (Criterium)
Grote Prijs Paul Borremans-Viane
- 1977

Maria-Aalter (Criterium)
- 1978

Leeuwse Pijl (Kermesse)
- 1979

Omloop Mandel-Leie-Schelde (Derny)
Leeuwse Pijl (Kermesse)
- 1980

Keiem (Criterium)
Classifica combinata Tour de France
- 1981

London-Bradford (Criterium)
Rotterdam (Criterium)
1ª tappa Tour de France (Cronosquadre)
4ª tappa Tour de France (Cronosquadre)
- 1982

Zuiderzee derny tour (Derny)
Valkenswaard (Criterium)
Oudenaarde (Criterium)
4ª tappa Tour de France (Cronosquadre)
Koersel  (Criterium)
- 1983

Beveren-Leie (Criterium)
Voerendaal (Criterium)
- 1984

Nacht van Peer (Criterium)
- 1985

Sas van Gent (Criterium)
Ronde van Made (Criterium)
- 1986

Linne
- 1989

Simpelveld (Criterium)

## Piazzamenti

### Grandi Giri
- Giro d'Italia

1978: non partito (17ª tappa)
- Tour de France

1979: 36º
1980: 8º
1981: 59º
1982: 34º
1984: 57º
1985: 48º
1986: 69º
1987: 96º
1988: 89º
1989: 63º
- Vuelta a España

1975: 45º

### Classiche monumento
- Milano-Sanremo

1977: 26º
1980: 20º
1984: 21º
1985: 65º
1987: 62º
1988: 35º
- Giro delle Fiandre

1975: 48º
1978: 23º
1983: 2º
1986: 18º
1987: 9º
1988: 37º
1989: 33º
- Parigi-Roubaix

1976: 27º
1980: 9º
1982: 8º
1984: 17º
1985: 18º
1986: 5º
1988: 37º
1989: 11º
- Liegi-Bastogne-Liegi

1977: 18º
1978: 10º
1979: 14º
1980: 6º
1981: 3º
1983: 33º
1985: 58º
1987: 61º
1989: 54º
- Giro di Lombardia

1979: 6º
1980: 3º
1984: 2º

### Competizioni mondiali
- Campionati del mondo

San Cristóbal 1977 - In linea: ritirato
Nürburgring 1978 - In linea: ritirato
Sallanches 1980 - In linea: ritirato
Goodwood 1982 - In linea: 23º
Altenrhein 1983 - In linea: ritirato
Barcellona 1984 - In linea: 12º
Colorado Springs 1986 - In linea: 9º